# Evolução do Colégio dos Cardeais sob o pontificado de Sisto V
Abaixo está a evolução do colégio de cardeais durante o pontificado de Sisto V e a subsequente vaga vaga .

## Composição para consistório
| Consistóro                    | 1585 | 1590 |
| ----------------------------- | ---- | ---- |
| Dezembro 1534                 | 1    |      |
| Dezembro 1536                 | 1    |      |
| Dezembro 1539                 | 1    |      |
| Dezembro 1544                 | 1    |      |
| Janeiro 1548                  | 1    |      |
| Consistórios de Paulo III     | 5    |      |
| Dezembro 1553                 | 1    | 1    |
| Consistórios de Júlio III     | 1    | 1    |
| Janeiro 1560                  | 1    | 1    |
| Fevereiro 1561                | 7    | 4    |
| Dezembro 1563                 | 1    |      |
| Março 1565                    | 6    | 3    |
| Consistórios de Pio IV        | 15   | 8    |
| Março 1566                    | 1    | 1    |
| Março 1568                    | 1    | 1    |
| Maio 1570                     | 7    | 4    |
| Consistórios de Pio V         | 9    | 6    |
| Junho 1572                    | 1    |      |
| Julho 1574                    | 1    |      |
| Novembro 1576                 | 1    | 1    |
| Março 1577                    | 1    | 1    |
| Fevereiro 1578                | 5    | 2    |
| Dezembro 1578                 | 1    | 1    |
| Dezembro 1583                 | 19   | 16   |
| Julho 1584                    | 1    | 1    |
| Consistórios de Gregório XIII | 30   | 22   |
| Maio 1585                     |      | 1    |
| Dezembro 1585                 |      | 6    |
| Novembro 1586                 |      | 8    |
| Agosto 1587                   |      | 1    |
| Dezembro 1587                 |      | 7    |
| Julho 1588                    |      | 1    |
| Dezembro 1588                 |      | 2    |
| Dezembro 1589                 |      | 4    |
| Consistórios de Sisto V       |      | 30   |
| Total                         | 60   | 67   |

## Evolução durante o pontificado
| Data                    | Evento                                                                              | Total |
| ----------------------- | ----------------------------------------------------------------------------------- | ----- |
| 21 de abril de 1585     | Abertura do Conclave de 1585                                                        | 60    |
| 27 de abril de 1585     | Eleição papal do Cardeal Felice Peretti Montalto, O.F.M.Conv. com o nome de Sisto V | 59    |
| 1 de maio de 1585       | Morte do Cardeal Niccolò Caetani (59 anos)                                          | 58    |
| 13 de maio de 1585      | criação de 1 Cardeais                                                               | 59    |
| 13 de maio de 1585      | Alessandro Peretti di Montalto                                                      | 59    |
| 16 de maio de 1585      | Morte do Cardeal Guido Luca Ferrero (47 anos)                                       | 58    |
| 17 de maio de 1585      | Morte do Cardeal Alberto Bolognetti (46 anos)                                       | 57    |
| 10 de julho de 1585     | Morte do Cardeal Georges d'Armagnac (84 anos)                                       | 56    |
| 18 de julho de 1585     | Morte do Cardeal Alessandro Riario (41 anos)                                        | 55    |
| 6 de outubro de 1585    | Morte do Cardeal Guglielmo Sirleto (73 anos)                                        | 54    |
| 29 de novembro de 1585  | Morte do Cardeal Matthieu Cointerel (66 anos)                                       | 53    |
| 18 de dezembro de 1585  | criação de 8 Cardeais                                                               | 61    |
| 18 de dezembro de 1585  | Enrico Caetani                                                                      | 61    |
| 18 de dezembro de 1585  | György Drašković                                                                    | 61    |
| 18 de dezembro de 1585  | Giovanni Battista Castrucci                                                         | 61    |
| 18 de dezembro de 1585  | Federico Cornaro                                                                    | 61    |
| 18 de dezembro de 1585  | Ippolito de Rossi                                                                   | 61    |
| 18 de dezembro de 1585  | Domenico Pinelli                                                                    | 61    |
| 18 de dezembro de 1585  | Decio Azzolini                                                                      | 61    |
| 18 de dezembro de 1585  | Ippolito Aldobrandini (Futuro Papa Clemente VIII)                                   | 61    |
| 21 de fevereiro de 1586 | Morte do Cardeal Michele Della Torre (75 anos)                                      | 60    |
| 9 de junho de 1586      | Morte do Cardeal Filippo Boncompagni (37 anos)                                      | 59    |
| 21 de setembro de 1586  | Morte do Cardeal Antoine Perrenot de Granvelle (69 anos)                            | 58    |
| 29 de setembro de 1586  | Morte do Cardeal Pierdonato Cesi (64 anos)                                          | 57    |
| 16 de novembro de 1586  | criação de 8 Cardeais                                                               | 65    |
| 16 de novembro de 1586  | Girolamo della Rovere                                                               | 65    |
| 16 de novembro de 1586  | Philippe de Lenoncourt                                                              | 65    |
| 16 de novembro de 1586  | Girolamo Bernerio, O.P.                                                             | 65    |
| 16 de novembro de 1586  | Antonio Maria Galli                                                                 | 65    |
| 16 de novembro de 1586  | Costanzo da Sarnano, O.F.M.Conv.                                                    | 65    |
| 16 de novembro de 1586  | Girolamo Mattei                                                                     | 65    |
| 16 de novembro de 1586  | Benedetto Giustiniani                                                               | 65    |
| 16 de novembro de 1586  | Ascanio Colonna                                                                     | 65    |
| 30 de dezembro de 1586  | Morte do Cardeal Luigi d'Este (48 anos)                                             | 64    |
| 21 de janeiro de 1587   | Morte do Cardeal György Drašković (71 anos)                                         | 63    |
| 23 de março de 1587     | Morte do Cardeal Charles d'Angennes de Rambouillet (56 anos)                        | 62    |
| 5 de maio de 1587       | Morte do Cardeal Gianfrancesco Gambara (54 anos)                                    | 61    |
| 7 de agosto de 1587     | criação de 1 Cardeais                                                               | 62    |
| 7 de agosto de 1587     | William Allen                                                                       | 62    |
| 17 de agosto de 1587    | Morte do Cardeal Filippo Guastavillani (45 anos)                                    | 61    |
| 9 de outubro de 1587    | Morte do Cardeal Decio Azzolino (38 anos)                                           | 60    |
| 30 de outubro de 1587   | Morte do Cardeal Charles de Lorena de Vaudémont (26 anos)                           | 59    |
| 5 de dezembro de 1587   | Morte do Cardeal Giacomo Savelli (64 anos)                                          | 58    |
| 18 de dezembro de 1587  | criação de 8 Cardeais                                                               | 66    |
| 18 de dezembro de 1587  | Scipione Gonzaga                                                                    | 66    |
| 18 de dezembro de 1587  | Antonio Maria Sauli                                                                 | 66    |
| 18 de dezembro de 1587  | Giovanni Evangelista Pallotta                                                       | 66    |
| 18 de dezembro de 1587  | Pierre de Gondi                                                                     | 66    |
| 18 de dezembro de 1587  | Stefano Bonucci, O.S.M.                                                             | 66    |
| 18 de dezembro de 1587  | Juan Hurtado de Mendoza                                                             | 66    |
| 18 de dezembro de 1587  | Hugues Loubenx de Verdalle                                                          | 66    |
| 18 de dezembro de 1587  | Federico Borromeo                                                                   | 66    |
| 15 de julho de 1588     | criação de 1 Cardeais                                                               | 67    |
| 15 de julho de 1588     | Giovanni Francesco Morosini                                                         | 67    |
| 24 de novembro de 1588  | Renuncia do Cardeal Fernando de Medici                                              | 66    |
| 14 de dezembro de 1588  | criação de 2 Cardeais                                                               | 68    |
| 14 de dezembro de 1588  | Agostino Cusani                                                                     | 68    |
| 14 de dezembro de 1588  | Francesco Maria Bourbon del Monte Santa Maria                                       | 68    |
| 24 de dezembro de 1588  | Morte do Cardeal Luís II de Guise (33 anos)                                         | 67    |
| 2 de janeiro de 1589    | Morte do Cardeal Stefano Bonucci, O.S.M. (68 anos)                                  | 66    |
| 2 de março de 1589      | Morte do Cardeal Alessandro Farnese (68 anos)                                       | 65    |
| 2 de outubro de 1589    | Morte do Cardeal Prospero Pubblicola Santacroce (75 anos)                           | 64    |
| 14 de dezembro de 1588  | criação de 4 Cardeais                                                               | 68    |
| 14 de dezembro de 1588  | Mariano Pierbenedetti                                                               | 68    |
| 14 de dezembro de 1588  | Gregorio Petrocchini, O.S.A.                                                        | 68    |
| 14 de dezembro de 1588  | Carlos de Lorena                                                                    | 68    |
| 14 de dezembro de 1588  | Guido Pepoli                                                                        | 68    |
| 9 de maio de 1590       | Morte do Cardeal Carlos I de Bourbon (66 anos)                                      | 67    |
| 27 de agosto de 1590    | Morte do Papa Sisto V (68 anos)                                                     | 67    |
| 7 de setembro de 1590   | Abertura do Conclave de setembro de 1590                                            | 67    |
| 15 de setembro de 1590  | Eleição papal do Cardeal Giovanni Battista Castagna com o nome de Urbano VII        | 66    |